# Arrondissement Sens
Arrondissement Sens (fr. Arrondissement de Sens) je správní územní jednotka ležící v departementu Yonne a regionu Burgundsko ve Francii. Člení se dále na 10 kantonů a 109 obcí.

## Kantony
- Cerisiers
- Chéroy
- Pont-sur-Yonne
- Saint-Julien-du-Sault
- Sens-Nord-Est
- Sens-Ouest
- Sens-Sud-Est
- Sergines
- Villeneuve-l'Archevêque
- Villeneuve-sur-Yonne